# Kolarstwo na Letnich Igrzyskach Olimpijskich 1952
Kolarstwo na Letnich Igrzyskach Olimpijskich 1952 w Helsinkach rozgrywane było w dniach 28 – 31 lipca. Trasa wyścigu szosowego liczyła 190,4 km. Polacy nie startowali.

## Medaliści
| Konkurencja                             | Złoto                                                        | Srebro                                                             | Brąz                                                                |
| kolarstwo szosowe                       |                                                              |                                                                    |                                                                     |
| Wyścig indywidualny ze startu wspólnego | André Noyelle                                                | Robert Grondelaers                                                 | Edi Ziegler                                                         |
| Wyścig drużynowy ze startu wspólnego    | Belgia · André Noyelle · Robert Grondelaers · Lucien Victor  | Włochy · Dino Bruni · Vincenzo Zucconelli · Gianni Ghidini         | Francja · Jacques Anquetil · Alfred Tonello · Claude Rouer          |
| kolarstwo torowe                        |                                                              |                                                                    |                                                                     |
| Sprint                                  | Enzo Sacchi                                                  | Lionel Cox                                                         | Werner Potzernheim                                                  |
| Tandemy                                 | Australia · Lionel Cox, Russell Mockridge                    | Południowa Afryka · Raymond Robinson, Tommy Shardelow              | Włochy · Antonio Maspes, Cesare Pinarello                           |
| Wyścig drużynowy na dochodzenie         | Włochy · M. Morettini, G. Messina, · M. De Rossi, L. Campana | Południowa Afryka · T. Shardelow, J. Swift, · B. Fowler, G. Estman | Wielka Brytania · R. Stretton, A. Newton, · G. Newberry, D. Burgess |
| 1 km na czas                            | Russell Mockridge                                            | Marino Morettini                                                   | Raymond Robinson                                                    |

### Kolarstwo szosowe

#### Wyścig ze startu wspólnego – indywidualnie
| Miejsce | Państwo | Zawodnik            | Czas        |
| ------- | ------- | ------------------- | ----------- |
| 1.      | Belgia  | André Noyelle       | 5:06:03.4 h |
| 2.      | Belgia  | Robert Grondelaers  | 5:06:51.2 h |
| 3.      | RFN     | Edi Ziegler         | 5:07:47.5 h |
| 4.      | Belgia  | Lucien Victor       | 5:07:52.0 h |
| 5.      | Włochy  | Dino Bruni          | 5:10:54.0 h |
| 6.      | Włochy  | Vincenzo Zucconelli | 5:11:16.5 h |
| 7.      | Włochy  | Gianni Ghidini      | 5:11:16.8 h |
| 8.      | RFN     | Oscar Zeissner      | 5:11:18.5 h |

#### Wyścig ze startu wspólnego – drużynowo
| Miejsce | Państwo    | Zawodnicy                                              | Czas         |
| ------- | ---------- | ------------------------------------------------------ | ------------ |
| 1.      | Belgia     | André Noyelle Robert Grondelaers Lucien Victor         | 15:20:46.6 h |
| 2.      | Włochy     | Dino Bruni Vincenzo Zucconelli Gianni Ghidini          | 15:33:27.3 h |
| 3.      | Francja    | Jacques Anquetil Alfred Tonello Claude Rouer           | 15:38:58.1 h |
| 4.      | Szwecja    | Yngve Lundh Stig Mårtensson Allan Carlsson             | 15:41:34.3 h |
| 5.      | RFN        | Edi Ziegler Oscar Zeissner Paul Maue                   | 15:43:50.5 h |
| 6.      | Dania      | Hans Andresen Jørgen Frank Rasmussen Wedell Østergaard | 15:48:02.0 h |
| 7.      | Luksemburg | André Moes Roger Ludwig Nicolas Morn                   | 15:49:04.0 h |
| 8.      | Holandia   | Arend van 't Hof Jan Plantaz Adrie Voorting            | 15:52:22.7 h |

Rezultaty tej konkurencji ustalono na podstawie sumy czasów trzech najlepszych zawodników z danego kraju w wyścigu indywidualnym ze startu wspólnego.

### Kolarstwo torowe

#### Sprint
| Miejsce | Państwo         | Zawodnik           |
| ------- | --------------- | ------------------ |
| 1.      | Włochy          | Enzo Sacchi        |
| 2.      | Australia       | Lionel Cox         |
| 3.      | RFN             | Werner Potzernheim |
| 4.      | Wielka Brytania | Cyril Peacock      |
| 5.      | ZPA             | Raymond Robinson   |
| 6.      | Węgry           | Béla Szekeres      |

#### Tandemy
| Miejsce | Państwo         | Zawodnicy                        |
| ------- | --------------- | -------------------------------- |
| 1.      | Australia       | Lionel Cox Russell Mockridge     |
| 2.      | ZPA             | Raymond Robinson Tommy Shardelow |
| 3.      | Włochy          | Antonio Maspes Cesare Pinarello  |
| 4.      | Francja         | Franck le Normand Robert Vidal   |
| 5.      | Dania           | Jens Juul Eriksen Olaf Holmstrup |
| 5.      | Wielka Brytania | Les Wilson Alan Bannister        |
| 5.      | Węgry           | István Schillerwein Imre Furmen  |
| 5.      | Nowa Zelandia   | Colin Dickinson Malcolm Simpson  |

#### Drużynowo na dochodzenie
| Miejsce | Państwo         | Zawodnicy                                                          |
| ------- | --------------- | ------------------------------------------------------------------ |
| 1.      | Włochy          | Marino Morettini Guido Messina Mino De Rossi Loris Campana         |
| 2.      | ZPA             | Tommy Shardelow Jimmy Swift Bobby Fowler George Estman             |
| 3.      | Wielka Brytania | Ron Stretton Alan Newton George Newberry Don Burgess               |
| 4.      | Francja         | Henri Andrieux Pierre Michel Jean-Marie Joubert Claude Brugerolles |
| 5.      | Belgia          | Gabriel Glorieux José Pauwels Robert Raymond Paul Depaepe          |
| 5.      | Dania           | Knud Andersen Preben Kristensen Jean Hansen Henning R. Larsen      |
| 5.      | Holandia        | Jan Plantaz Adrie Voorting Daan de Groot Jules Maenen              |
| 5.      | Szwajcaria      | Hans Pfenninger Heinrich Müller Max Wirth Oscar von Büren          |

#### 1 km na czas
| Miejsce | Państwo         | Zawodnik          | Czas     |
| ------- | --------------- | ----------------- | -------- |
| 1.      | Australia       | Russell Mockridge | 1:11.1 h |
| 2.      | ZPA             | Marino Morettini  | 1:12.7 h |
| 3.      | Wielka Brytania | Tommy Godwin      | 1:13.0 h |
| 4.      | Argentyna       | Clodomiro Cortoni | 1:13.2 h |
| 5.      | Wielka Brytania | Don McKellow      | 1:13.3 h |
| 6.      | Dania           | Ib Vagn Hansen    | 1:14.4 h |
| 6.      | Rumunia         | Ion Ioniță        | 1:14.4 h |
| 8.      | Holandia        | Jan Hijzelendoorn | 1:14.5 h |

## Kraje uczestniczące
W zawodach wzięło udział 215 kolarzy z 36 krajów:
| - Argentyna - Australia - Austria - Belgia - Bułgaria - Chile - Czechosłowacja - Dania - Finlandia - Francja - Gwatemala - Holandia - Indie - Jamajka - Japonia - Kanada - Korea Południowa - Liechtenstein | - Luksemburg - Meksyk - RFN - Norwegia - Nowa Zelandia - Pakistan - Rumunia - Stany Zjednoczone - Szwajcaria - Szwecja - Urugwaj - Wenezuela - Węgry - Wielka Brytania - Wietnam Południowy - Włochy - Południowa Afryka - ZSRR |

## Klasyfikacja medalowa
| #  | Reprezentacja   | Złoto | Srebro | Brąz | Razem |
| -- | --------------- | ----- | ------ | ---- | ----- |
| 1. | Włochy          | 2     | 2      | 1    | 5     |
| 2. | Australia       | 2     | 1      | 0    | 3     |
|    | Belgia          | 2     | 1      | 0    | 3     |
| 4. | ZPA             | 0     | 2      | 1    | 3     |
| 5. | RFN             | 0     | 0      | 2    | 2     |
| 6. | Francja         | 0     | 0      | 1    | 1     |
|    | Wielka Brytania | 0     | 0      | 1    | 1     |